# Simona Kossak
Simona Gabriela Kossak, född 30 maj 1943 i Krakow, död 15 mars 2007 i Białystok i Polen, var en biolog, ekolog och professor i skogsvetenskap.
Kossak är främst känd för sitt arbete för att bevara ekosystem i Polen. Hennes arbete handlade bland annat om beteendeekologin hos däggdjur.

## Biografi
Simona Kossak är känd för sina kompromisslösa åsikter om och sitt arbete för att skydda naturen, särskilt i Białowieżaskogen, där hon bodde i den gamla skogvaktarbostaden i över 30 år.
Kossak kom från en välkänd konstnärsfamilj. Hon var dotter till Jerzy Kossak, syster till Gloria Kossak, dotterdotter till Wojciech Kossak, barnbarnsbarn till Juliusz Kossak, och systerdotter till Magdalena Samozwaniec och Maria Pawlikowska-Jasnorzewska. Lech Wilczek, naturforskare, fotograf och författare, var Kossaks partner.

## Publikationer

### Böcker
- Białowieza Forest Saga[8]
- The National Park in the Białowieza Forest[9]

### Artiklar
- Borowski, S., & Kossak, S. (1972). Bisoniana LI. The natural food preferences of the European bison in seasons free of snow cover. Acta theriologica, 17(13), 151-169.
- Borowski, S., & Kossak, S. (1975). The food habits of deer in the Białowieża Primeval Forest. Acta Theriologica, 20(32), 463-506.
- Kossak, S. (1976). The complex character of the food preferences of Cervidae and phytocenosis structure. Acta theriologica, 21(27), 359-373.
- Kossak, S. (1983). Trophic relations of roe deer in a fresh deciduous forest. Acta theriologica, 28(6), 83-127.
- Kossak, S. (1989). Multiple hunting by lynx and red fox and utilization of prey by some carnivores. Acta Theriologica, 34(36), 505-512.
- Kossak, S. (1992). Foraging habits and behaviour of moose calves in virgin forest. Acta Theriologica, 37, 51-51.